# Warcraft III: The Frozen Throne
Warcraft III: The Frozen Throne är ett påbyggnadsspel till Warcraft III: Reign of Chaos som släpptes 2003.
Spelet innehåller en hel del nytt material, exempelvis nya hjältar, nya karaktärer, och en ny kampanj i vilken man kan följa utvecklingen i Azeroth innan World of Warcraft. Det går att spela spelet online på kartor både skapade av Blizzard Entertainment och på custom maps (hemmagjorda kartor), till exempel Tower Defense och Defense of the Ancients (DotA).
I spelet så har Archimonde och the Burning legion blivit besegrade, men en nattalv vid namn Maiev förföljer Illidan Stormrage, som anses vara en förrädare eftersom han planterat Världsträdet efter nattalverna förstörde Evighetens brunn.

## Nyheter
- Varsin ny hero (hjälte) till de fyra olika raserna.
  - För Night Elf, Warden.
  - För Human, Blood Mage.
  - För Orc, Shadow Hunter.
  - För Undead, Crypt Lord.
- Neutrala hjältar som köps i en neutral byggnad, även kallad taverna på grund av dess utseende.
- Nya byggnader.
- Nya enheter till alla raser.
- Ny kampanj, varav den sista (orc-delen) är ett RPG-liknande äventyr där man bara kan kontrollera några få hjältar.
- Förbättrad World Editor.
- Nya torn for Human och Undead.
- Ny icke spelbar ras: Naga, som förekommer i campaign-läget.
- Fler maps (kartor).
- Maximal population har ökats från 90 till 100 (Paladin-hjälten kan dock teoretiskt återuppliva döda soldater så att man hamnar över 100).
- Gränserna för "low upkeep" och "high upkeep" har ökat med 10. Därmed pågår "low upkeep" vid 51-80 kött medan "high upkeep" börjar vid 81 kött.
- Allt man kan köpa har blivit billigare.
- Man kan inte creep-a mer XP för sin hjälte om den är redan i nivå 5.
- Nya namn för några soldater.
- De flesta saker är billigare guldmässigt, vissa på bekostnad av högre träkostnad.
- Orc har en dyr Tiny Great Hall, som bygger en ny Great Hall väldigt snabbt, utan att det kräver en aktiv arbetare.